# Acidodontium ramicola
Acidodontium ramicola là một loài rêu trong họ Bryaceae. Loài này được Spruce ex Mitt. A. Jaeger mô tả khoa học đầu tiên năm 1875.